# Challenger de Maui 2017
El torneo Tennis Championships of Maui 2017 es un torneo profesional de tenis. Pertenece al ATP Challenger Series 2017. Se disputará su 8.ª edición sobre superficie dura, en Maui, Estados Unidos entre el 24 al el 29 de enero de 2017.

## Jugadores participantes del cuadro de individuales
| Favorito | País                      | Jugador           | Rank1 | Posición en el torneo |
| -------- | ------------------------- | ----------------- | ----- | --------------------- |
| 1        | Bandera de Estados Unidos | Jared Donaldson   | 101   | Primera ronda         |
| 2        | Bandera de Corea del Sur  | Chung Hyeon       | 105   | CAMPEÓN               |
| 3        | Bandera de Japón          | Yūichi Sugita     | 112   | Primera ronda         |
| 4        | Bandera de Japón          | Taro Daniel       | 124   | FINAL                 |
| 5        | Bandera de Suiza          | Marco Chiudinelli | 128   | Primera ronda         |
| 6        | Bandera de Estados Unidos | Ernesto Escobedo  | 131   | Primera ronda         |
| 7        | Bandera de Suiza          | Henri Laaksonen   | 133   | Semifinales           |
| 8        | Bandera de Canadá         | Vasek Pospisil    | 135   | Primera ronda         |

- 1 Se ha tomado en cuenta el ranking del 16 de enero de 2017.

### Otros participantes
Los siguientes jugadores recibieron una invitación (wild card), por lo tanto ingresan directamente al cuadro principal (WC):
- Andre Ilagan
- Bradley Klahn
- Mackenzie McDonald
- Filip Doležel

Los siguientes jugadores ingresan al cuadro principal tras disputar el cuadro clasificatorio (Q):
- Antoine Bellier
- Li Zhe
- Roberto Quiroz
- Kento Takeuchi

## Campeones

### Individual Masculino
- Chung Hyeon derrotó en la final a  Taro Daniel, 7–6(3), 6–1

### Dobles Masculino
- Austin Krajicek /  Jackson Withrow derrotaron en la final a  Bradley Klahn /  Tennys Sandgren, 6–4, 6–3